# 阿拉腾花
阿拉腾花（意为“金花”，1993年1月22日—），蒙古族，出生于内蒙古锡林郭勒盟西乌珠穆沁旗。她是中国女子国际跳棋棋手，是中国首位国际跳棋女子特级大师。
阿拉腾花幼时受父亲阿·钢苏和影响开始学习国际象棋。12岁时，她在内蒙古全运动会国际象棋比赛中获成人组冠军，并被中国国际象棋协会授予“棋协大师”称号。2008起改学国际跳棋。2010年，阿拉腾花在亚洲国际跳棋锦标赛中获女子快棋赛冠军，也成为了中国首位在洲际比赛夺冠的国际跳棋棋手。2014年，她又在亚锦赛上发挥出色，获成人组慢棋赛、超快棋赛双料冠军，并成为中国首位女子特级大师。
阿拉腾花的父亲钢苏和、妹妹塞娅也皆为中国国际跳棋队成员。